# Aniganahalli, Alur
Aniganahalli là một làng thuộc tehsil Alur, huyện Hassan, bang Karnataka, Ấn Độ.